# 대한민국 민법 제493조
대한민국 민법 제493조는 상계의 방법, 효과에 대한 민법 채권법 조문이다.

## 조문
제493조(상계의 방법, 효과) ① 상계는 상대방에 대한 의사표시로 한다. 이 의사표시에는 조건 또는 기한을 붙이지 못한다.
②상계의 의사표시는 각 채무가 상계할 수 있는 때에 대등액에 관하여 소멸한 것으로 본다.

第493條(相計의 方法, 效果) ① 相計는 相對方에 對한 意思表示로 한다. 이 意思表示에는 條件 또는 期限을 붙이지 못한다.
②相計의 意思表示는 各 債務가 相計할 수 있는 때에 對等額에 關하여 消滅한 것으로 본다.

## 참고 문헌
- 오현수, 일본민법, 진원사, 2014. ISBN 9788963463452
- 오세경, 대법전, 법전출판사, 2014 ISBN 9788926210277
- 이준현 , LOGOS 민법 조문판례집, 미래가치, 2015. ISBN 9791155020869